# Circus Games
Circus Games, anche presentato come Ringling Bros. and Barnum & Bailey Circus Games, è un videogioco sull'esecuzione di quattro diversi numeri da circo, pubblicato nel 1988 per i computer Amiga, Amstrad CPC, Atari ST, BBC Micro, Commodore 64, Electron, MS-DOS e ZX Spectrum dalla Tynesoft.
Negli Stati Uniti d'America fu pubblicato dalla Box Office, una divisione della Keypunch Software. Questa avrebbe teoricamente pubblicato anche una versione per Apple II che però non risulta esistere.
La Keypunch Software pubblicò inoltre, sempre nel 1988, un altro Circus Games per Commodore 64 e MS-DOS (CGA), da non confondere con quello della Tynesoft/Box Office. Questo Circus Games a marchio Keypunch, chiamato anche solo Circus nell'introduzione per C64, fu sviluppato dalla Novotrade ed è un gioco del tutto differente, sebbene sia anch'esso costituito da quattro numeri da circo, alcuni dei quali simili a quelli della Tynesoft. Meno conosciuto, rimase sostanzialmente ignorato dalla critica. 

## Modalità di gioco
Possono partecipare uno o più giocatori alternati (fino a 2 o 4 a seconda delle versioni), affrontando una disciplina a scelta oppure tutte in sequenza, competendo per il massimo punteggio. Nelle versioni Amiga, C64, PC, ST si possono impostare anche giocatori controllati dal computer, ma non sono supportati nella disciplina delle tigri.
Ci sono in tutto quattro discipline:
- Funambolismo: il personaggio, inquadrato di lato, deve attraversare lo schermo avanti e indietro sulla corda tesa. Nel frattempo si deve mantenere l'asta orizzontale, altrimenti se si sbilancia troppo si cade. Nella parte destra dello schermo è mostrata anche una contemporanea visione dall'alto che dovrebbe aiutare a vedere l'asta. Si possono effettuare acrobazie sulla fune, come capriole e rotazioni di 360°; almeno una per tipo è richiesta. Se si riesce nell'impresa senza finire le vite, nell'ultima fase si deve attraversare la fune su un monociclo.
- Trapezio: l'acrobata deve effettuare evoluzioni appendendosi e saltando tra due trapezi che dondolano costantemente con tempi diversi. Anche qui, oltre alla visuale principale di lato, nelle versioni Amiga, C64 (non tutte le edizioni), PC e ST è presente una vista dall'alto, situata in basso; la sua utilità comunque può apparire dubbia[5].
- Acrobazie a cavallo: una cavallerizza al galoppo, a scorrimento orizzontale verso sinistra, deve effettuare capriole ed esercizi di equilibrio in sella. Un indicatore in alto rappresenta lo sbilanciamento in avanti o indietro e il giocatore, con i comandi destra/sinistra, lo deve mantenere lontano dagli estremi per non cadere. Nelle versioni Amstrad e Spectrum non è presente questo indicatore, ma in compenso si può controllre anche la velocità del cavallo e lungo il percorso si incontrano vari attrezzi, come cerchi entro cui la cavallerizza deve saltare.
- Domatura di tigri: si utilizza un cursore per decidere dove colpire con la frusta in modo da incitare le tigri, che possono muoversi nelle quattro direzioni, a salire su piedistalli, saltare attraverso un cerchio infuocato, o passare in un condotto tubolare. Vanno colpiti gli obiettivi e non direttamente le tigri, altrimenti se ne aumenta la pericolosità. Nelle versioni Amiga, C64, PC, ST il domatore è visto di spalle, può spostarsi con scorrimento orizzontale ed è munito anche di sedia per tenere a bada le tigri. Su Amstrad e Spectrum la schermata è fissa, si muove il domatore senza cursore e ci sono meno esercizi da fare[6]. Su BBC ed Electron si usa il cursore, ma non si vede il domatore e la schermata è fissa.

Nelle versioni Amiga, PC, ST sono mostrati alcuni intermezzi con pagliacci.

## Colonna sonora
La colonna sonora è composta da vari brani classici tradizionalmente associati al circo, come la Marcia dei gladiatori o Sul bel Danubio blu.

## Accoglienza
Circus Games ricevette giudizi molto variabili dalla stampa europea dell'epoca.
La versione ZX Spectrum fu accolta in modo particolarmente negativo.
Diverse riviste ritennero che era ben fatto sul piano estetico, con grafica e sonoro che rendono l'atmosfera del circo classico, ma era semplice e carente sul piano della longevità. Un altro problema evidenziato, almeno sulle piattaforme meno potenti, sono i tempi del caricamento multiplo.